# 西南风车子
西南风车子（学名：Combretum griffithii）为使君子科风车子属的植物。分布于孟加拉、马来西亚、缅甸、印度以及中国大陆的云南等地，生长于海拔600米至1,600米的地区，见于山箐疏林中或坡地上，目前尚未由人工引种栽培。